# Chéri Bibi (catch)
Pour les articles homonymes, voir Chéri-Bibi (homonymie).
Roger Trigeaud, né le 7 avril 1925 à Canapville et mort 18 février 1996 à Cannes, est un catcheur français.
Il emprunte son nom de ring Chéri Bibi au personnage en vogue de forçat innocent issu du roman éponyme de Gaston Leroux. Très populaire dans les années 60, la foule se prend de compassion pour ce personnage de repris de justice à la recherche du salut, représentant plus largement par métonymie la classe populaire face aux injustices sociales. Roger Trigeaud porta des tenues à rayures horizontales évoquant celles des prisonniers, tout comme son partenaire occasionnel Eric Husberg dans l'équipe de catch à quatre des « Bagnards du ring ».